# Jacopo Filippo d'Argenta
Jacopo Filippo d'Argenta appelé aussi Jacopo Filippo Medici est un enlumineur italien actif à Bologne et Ferrare entre 1469 et 1501.

## Biographie

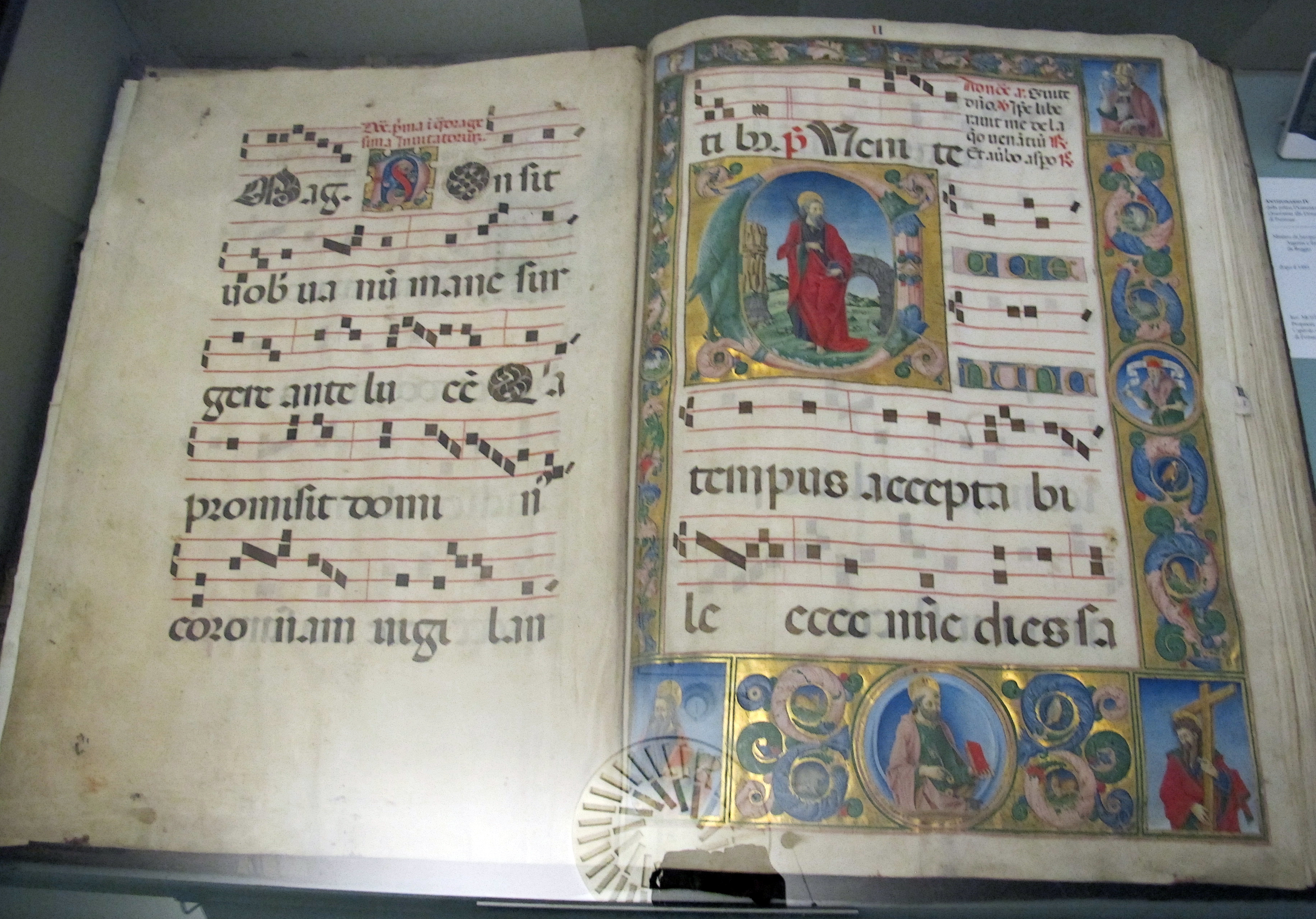
Antiphonaire IV, Ferrare.

Jacopo Filippo Medici est né dans la commune d'Argenta dans la région de Ferrare peut-être vers 1438. Il a été avancé l'hypothèse qu'il était employé comme apprenti dans l'atelier de Taddeo Crivelli au moment où celui-ci exécute la décoration de la Bible de Borso d'Este vers 1456-1457, mais il pourrait s'agir d'un homonyme. Une autre hypothèse y voit un élève de Cosmè Tura, car il fait preuve d'une très grande connaissance des modèles du maître de Ferrare. Sa présence est attestée à Bologne en 1469. Il est surtout connu pour la décoration d'un ensemble de livres liturgiques pour la cathédrale Saint-Georges de Ferraresur commande de l'évêque Bartolomeo Della Rovere (it) (futur pape Sixte IV). Pour ces 19 manuscrits, il collabore avec le copiste et dessinateur de lettrines Fra Evangelista da Reggio et plus ponctuellement avec Martino da Modena et Giovanni Vendramin. Alors à la tête d'un atelier, il perçoit des paiements pour ces ouvrages entre 1478 et 1501.
En parallèle, il travaille également à la réalisation de 17 livres liturgiques pour l'église Saint-François-d'Assise de Brescia (it),.

## Œuvre

Feuillet découpé d'un graduel de Ferrare, Cleveland Museum of Art.

### Manuscrits attribués
- 14 antiphonaires et 5 graduels pour la cathédrale Saint-Georges de Ferrare, en collaboration avec Fra Evangelista da Reggio, Martino da Modena et Giovanni Vendramin, Archives et musée de la cathédrale, Antofonario I-XII, Gradual XIII-XVII et Antifonario XVIII-XIX.
- 11 antiphonaire et 6 graduels pour l'église Saint-François-d'Assise de Brescia (it) sur commande de supérieur des frères mineurs Francesco Sansone, 1481-1501, Pinacothèque Tosio Martinengo, Brescia, Ms.F.1-17, avec un manuscrit conservé au musée d'art sacré de la ville (Ms.δ)[4]
- Psautier à l'usage des frères précheurs, vers 1491, Biblioteca Civica Angelo Mai (en), Bergame, MA418[5]
- Manuscrit de l'Histoire naturelle de Pline l'Ancien (frontispice), Bibliothèque nationale de Turin, Ms. XV, I, 39, f2
- Livre d'heures aux armes de la Famille Badoer, bibliothèque apostolique vaticane, Barb.Lat.393[6]
- Manuscrit de Nicolas de Lyre, Bibliothèque Laurentienne, Ms.Laur.22.1
- Compilation des œuvres de César, manuscrit florentin des années 1430, avec l'ajout d'une lettrine représentant Ludovico Carbone de la main du maître à la fin du XVe siècle (f.169v.), Bibliothèque Bodléienne, MS. E. D. Clarke 25[7]

### Miniatures isolées
- 6 lettrines découpées dans un antiphonaire (Brescia ou Ferrare ?), Yale University Art Gallery, 1954.7.8a-f
- 2 folio découpées dans un antiphonaire de Ferrare, Saint André et Messe pour les morts, Cleveland Museum of Art, 1927.425[8]